# Lista över fornlämningar i Falköpings kommun (Sätuna)
Lista över fornlämningar i Falköpings kommun (Sätuna) är en förteckning av ett urval av de fornlämningar som finns i Sätuna i Falköpings kommun.
| Namn                         | Lämningstyp                 | Tillkomsttid | Historisk indelning   | Plats | Läge                 | ID-nr          | Bild                                 |
| ---------------------------- | --------------------------- | ------------ | --------------------- | ----- | -------------------- | -------------- | ------------------------------------ |
| Sätuna 1:1                   | Stensättning                |              | Sätuna, Västergötland |       | 58.278108, 13.561827 | 10204600010001 | Ladda upp en bild av detta fornminne |
| Sätuna 2:1                   | Stenkammargrav              |              | Sätuna, Västergötland |       | 58.277445, 13.565437 | 10204600020001 | Ladda upp en bild av detta fornminne |
| Sätuna 2:2                   | Hög                         |              | Sätuna, Västergötland |       | 58.277673, 13.565183 | 10204600020002 | Ladda upp en bild av detta fornminne |
| Rörslunne kulle (Sätuna 3:1) | Grav markerad av sten/block |              | Sätuna, Västergötland |       | 58.279028, 13.565595 | 10204600030001 | Ladda upp en bild av detta fornminne |
| Rörslunne kulle (Sätuna 3:2) | Stensättning                |              | Sätuna, Västergötland |       | 58.279025, 13.565885 | 10204600030002 | Ladda upp en bild av detta fornminne |
| Sätuna 5:1                   | Begravningsplats            |              | Sätuna, Västergötland |       | 58.283807, 13.570583 | 10204600050001 | Ladda upp en bild av detta fornminne |
| Sätuna 5:2                   | Kyrka/kapell                |              | Sätuna, Västergötland |       | 58.283804, 13.570747 | 10204600050002 | Ladda upp en bild av detta fornminne |
| Sätuna 6:1                   | Hög                         |              | Sätuna, Västergötland |       | 58.284764, 13.571198 | 10204600060001 | Ladda upp en bild av detta fornminne |
| Sätuna 7:1                   | Hög                         |              | Sätuna, Västergötland |       | 58.286546, 13.570924 | 10204600070001 | Ladda upp en bild av detta fornminne |
| Sätuna 8:1                   | Hög                         |              | Sätuna, Västergötland |       | 58.288445, 13.570641 | 10204600080001 | Ladda upp en bild av detta fornminne |
| Sätuna 9:1                   | Stensättning                |              | Sätuna, Västergötland |       | 58.285559, 13.577294 | 10204600090001 | Ladda upp en bild av detta fornminne |
| Sätuna 9:2                   | Stensättning                |              | Sätuna, Västergötland |       | 58.285514, 13.576819 | 10204600090002 | Ladda upp en bild av detta fornminne |
| Sätuna 10:1                  | Hög                         |              | Sätuna, Västergötland |       | 58.287650, 13.576979 | 10204600100001 | Ladda upp en bild av detta fornminne |
| Sätuna 11:1                  | Grav markerad av sten/block |              | Sätuna, Västergötland |       | 58.288576, 13.580760 | 10204600110001 | Ladda upp en bild av detta fornminne |
| Sätuna 11:2                  | Stenkrets                   |              | Sätuna, Västergötland |       | 58.288578, 13.580468 | 10204600110002 | Ladda upp en bild av detta fornminne |
| Sätuna 12:1                  | Stenkammargrav              |              | Sätuna, Västergötland |       | 58.288378, 13.582136 | 10204600120001 | Ladda upp en bild av detta fornminne |
| Sätuna 14:1                  | Gravfält                    |              | Sätuna, Västergötland |       | 58.282102, 13.574513 | 10204600140001 | Ladda upp en bild av detta fornminne |
| Sätuna 15:1                  | Hög                         |              | Sätuna, Västergötland |       | 58.283673, 13.575470 | 10204600150001 | Ladda upp en bild av detta fornminne |
| Sätuna 16:1                  | Röse                        |              | Sätuna, Västergötland |       | 58.284242, 13.576234 | 10204600160001 | Ladda upp en bild av detta fornminne |
| Sätuna 17:1                  | Hög                         |              | Sätuna, Västergötland |       | 58.283133, 13.575440 | 10204600170001 | Ladda upp en bild av detta fornminne |
| Sätuna 18:1                  | Stensättning                |              | Sätuna, Västergötland |       | 58.284020, 13.577098 | 10204600180001 | Ladda upp en bild av detta fornminne |
| Sätuna 19:1                  | Stensättning                |              | Sätuna, Västergötland |       | 58.283341, 13.578614 | 10204600190001 | Ladda upp en bild av detta fornminne |
| Sätuna 19:2                  | Stensättning                |              | Sätuna, Västergötland |       | 58.283449, 13.579083 | 10204600190002 | Ladda upp en bild av detta fornminne |
| Sätuna 19:3                  | Hällristning                |              | Sätuna, Västergötland |       | 58.283449, 13.579083 | 10204600190003 | Ladda upp en bild av detta fornminne |
| Sätuna 20:1                  | Gravfält                    |              | Sätuna, Västergötland |       | 58.276431, 13.587233 | 10204600200001 | Ladda upp en bild av detta fornminne |
| Sätuna 21:1                  | Stensättning                |              | Sätuna, Västergötland |       | 58.278537, 13.575502 | 10204600210001 | Ladda upp en bild av detta fornminne |
| Sätuna 22:1                  | Stenkammargrav              |              | Sätuna, Västergötland |       | 58.278498, 13.573925 | 10204600220001 | Ladda upp en bild av detta fornminne |
| Sätuna 23:1                  | Hög                         |              | Sätuna, Västergötland |       | 58.278998, 13.572519 | 10204600230001 | Ladda upp en bild av detta fornminne |
| Sätuna 25:1                  | Stensättning                |              | Sätuna, Västergötland |       | 58.274861, 13.573833 | 10204600250001 | Ladda upp en bild av detta fornminne |
| Sätuna 25:2                  | Stensättning                |              | Sätuna, Västergötland |       | 58.275028, 13.573597 | 10204600250002 | Ladda upp en bild av detta fornminne |
| Sätuna 26:1                  | Stensättning                |              | Sätuna, Västergötland |       | 58.271223, 13.571366 | 10204600260001 | Ladda upp en bild av detta fornminne |
| Sätuna 26:2                  | Stensättning                |              | Sätuna, Västergötland |       | 58.271316, 13.571564 | 10204600260002 | Ladda upp en bild av detta fornminne |
| Sätuna 26:3                  | Hällristning                |              | Sätuna, Västergötland |       | 58.271441, 13.571487 | 10204600260003 | Ladda upp en bild av detta fornminne |
| Sätuna 27:1                  | Gravfält                    |              | Sätuna, Västergötland |       | 58.269641, 13.583744 | 10204600270001 | Ladda upp en bild av detta fornminne |
| Faxe rör (Sätuna 30:1)       | Stenkammargrav              |              | Sätuna, Västergötland |       | 58.267248, 13.582568 | 10204600300001 | Ladda upp en bild av detta fornminne |
| Faxe rör (Sätuna 30:2)       | Stensättning                |              | Sätuna, Västergötland |       | 58.267284, 13.582191 | 10204600300002 | Ladda upp en bild av detta fornminne |
| Sätuna 34:1                  | Gravfält                    |              | Sätuna, Västergötland |       | 58.281930, 13.564675 | 10204600340001 | Ladda upp en bild av detta fornminne |
| Sätuna 34:2                  | Stensättning                |              | Sätuna, Västergötland |       | 58.281806, 13.563487 | 10204600340002 | Ladda upp en bild av detta fornminne |
| Sätuna 36:1                  | Stensättning                |              | Sätuna, Västergötland |       | 58.280329, 13.566305 | 10204600360001 | Ladda upp en bild av detta fornminne |
| Sätuna 37:1                  | Stensättning                |              | Sätuna, Västergötland |       | 58.264038, 13.586406 | 10204600370001 | Ladda upp en bild av detta fornminne |
| Sätuna 37:2                  | Stensättning                |              | Sätuna, Västergötland |       | 58.264470, 13.586445 | 10204600370002 | Ladda upp en bild av detta fornminne |
| Sätuna 39:1                  | Stensättning                |              | Sätuna, Västergötland |       | 58.263552, 13.585365 | 10204600390001 | Ladda upp en bild av detta fornminne |
| Sätuna 39:2                  | Stensättning                |              | Sätuna, Västergötland |       | 58.263697, 13.585424 | 10204600390002 | Ladda upp en bild av detta fornminne |
| Sätuna 39:3                  | Stensättning                |              | Sätuna, Västergötland |       | 58.264023, 13.585555 | 10204600390003 | Ladda upp en bild av detta fornminne |
| Sätuna 40:1                  | Röse                        |              | Sätuna, Västergötland |       | 58.265351, 13.585006 | 10204600400001 | Ladda upp en bild av detta fornminne |
| Sätuna 41:1                  | Stensättning                |              | Sätuna, Västergötland |       | 58.265263, 13.583188 | 10204600410001 | Ladda upp en bild av detta fornminne |
| Sätuna 42:1                  | Stenkammargrav              |              | Sätuna, Västergötland |       | 58.262392, 13.582853 | 10204600420001 | Ladda upp en bild av detta fornminne |
| Sätuna 43:1                  | Hällristning                |              | Sätuna, Västergötland |       | 58.264372, 13.581135 | 10204600430001 | Ladda upp en bild av detta fornminne |
| Sätuna 43:2                  | Stensättning                |              | Sätuna, Västergötland |       | 58.264461, 13.581606 | 10204600430002 | Ladda upp en bild av detta fornminne |
| Sätuna 45:1                  | Stensättning                |              | Sätuna, Västergötland |       | 58.264675, 13.574757 | 10204600450001 | Ladda upp en bild av detta fornminne |
| Sätuna 46:1                  | Stensättning                |              | Sätuna, Västergötland |       | 58.267515, 13.576781 | 10204600460001 | Ladda upp en bild av detta fornminne |
| Sätuna 46:3                  | Stensättning                |              | Sätuna, Västergötland |       | 58.267035, 13.576558 | 10204600460003 | Ladda upp en bild av detta fornminne |
| Sätuna 47:1                  | Stensättning                |              | Sätuna, Västergötland |       | 58.267927, 13.575731 | 10204600470001 | Ladda upp en bild av detta fornminne |
| Sätuna 48:1                  | Stensättning                |              | Sätuna, Västergötland |       | 58.268818, 13.572943 | 10204600480001 | Ladda upp en bild av detta fornminne |
| Sätuna 50:1                  | Stensättning                |              | Sätuna, Västergötland |       | 58.266584, 13.575975 | 10204600500001 | Ladda upp en bild av detta fornminne |
| Sätuna 51:1                  | Stenkammargrav              |              | Sätuna, Västergötland |       | 58.264651, 13.569135 | 10204600510001 | Ladda upp en bild av detta fornminne |
| Sätuna 51:2                  | Stenkammargrav              |              | Sätuna, Västergötland |       | 58.264807, 13.568818 | 10204600510002 | Ladda upp en bild av detta fornminne |
| Sätuna 51:3                  | Grav markerad av sten/block |              | Sätuna, Västergötland |       | 58.264951, 13.569036 | 10204600510003 | Ladda upp en bild av detta fornminne |
| Sätuna 52:1                  | Stensättning                |              | Sätuna, Västergötland |       | 58.265255, 13.568231 | 10204600520001 | Ladda upp en bild av detta fornminne |
| Sätuna 52:2                  | Stensättning                |              | Sätuna, Västergötland |       | 58.265510, 13.568003 | 10204600520002 | Ladda upp en bild av detta fornminne |
| Sätuna 52:3                  | Stensättning                |              | Sätuna, Västergötland |       | 58.265686, 13.568281 | 10204600520003 | Ladda upp en bild av detta fornminne |
| Sätuna 53:1                  | Stensättning                |              | Sätuna, Västergötland |       | 58.266358, 13.569633 | 10204600530001 | Ladda upp en bild av detta fornminne |
| Sätuna 54:1                  | Röse                        |              | Sätuna, Västergötland |       | 58.267482, 13.559586 | 10204600540001 | Ladda upp en bild av detta fornminne |
| Sätuna 55:1                  | Stensättning                |              | Sätuna, Västergötland |       | 58.270637, 13.584309 | 10204600550001 | Ladda upp en bild av detta fornminne |
| Sätuna 55:2                  | Stensättning                |              | Sätuna, Västergötland |       | 58.270843, 13.584278 | 10204600550002 | Ladda upp en bild av detta fornminne |
| Sätuna 55:3                  | Stensättning                |              | Sätuna, Västergötland |       | 58.270978, 13.584286 | 10204600550003 | Ladda upp en bild av detta fornminne |
| Sätuna 56:1                  | Stensättning                |              | Sätuna, Västergötland |       | 58.267658, 13.579618 | 10204600560001 | Ladda upp en bild av detta fornminne |
| Sätuna 56:2                  | Stensättning                |              | Sätuna, Västergötland |       | 58.267308, 13.579164 | 10204600560002 | Ladda upp en bild av detta fornminne |
| Sätuna 62:1                  | Hällristning                |              | Sätuna, Västergötland |       | 58.290321, 13.585311 | 10204600620001 | Ladda upp en bild av detta fornminne |
| Sätuna 63:1                  | Stensättning                |              | Sätuna, Västergötland |       | 58.286809, 13.584383 | 10204600630001 | Ladda upp en bild av detta fornminne |
| Sätuna 63:2                  | Hällristning                |              | Sätuna, Västergötland |       | 58.286811, 13.584382 | 10204600630002 | Ladda upp en bild av detta fornminne |
| Sätuna 64:1                  | Hög                         |              | Sätuna, Västergötland |       | 58.283945, 13.572072 | 10204600640001 | Ladda upp en bild av detta fornminne |
| Sätuna 65:1                  | Hög                         |              | Sätuna, Västergötland |       | 58.284978, 13.573713 | 10204600650001 | Ladda upp en bild av detta fornminne |
| Sätuna 67:1                  | Stensättning                |              | Sätuna, Västergötland |       | 58.287987, 13.568234 | 10204600670001 | Ladda upp en bild av detta fornminne |
| Sätuna 70:1                  | Stensättning                |              | Sätuna, Västergötland |       | 58.279007, 13.577871 | 10204600700001 | Ladda upp en bild av detta fornminne |
| Sätuna 70:2                  | Stensättning                |              | Sätuna, Västergötland |       | 58.278932, 13.578201 | 10204600700002 | Ladda upp en bild av detta fornminne |
| Sätuna 70:3                  | Stensättning                |              | Sätuna, Västergötland |       | 58.278843, 13.578650 | 10204600700003 | Ladda upp en bild av detta fornminne |
| Sätuna 70:4                  | Stensättning                |              | Sätuna, Västergötland |       | 58.279072, 13.577560 | 10204600700004 | Ladda upp en bild av detta fornminne |
| Sätuna 72:1                  | Gravfält                    |              | Sätuna, Västergötland |       | 58.275023, 13.581493 | 10204600720001 | Ladda upp en bild av detta fornminne |
| Sätuna 75:1                  | Stensättning                |              | Sätuna, Västergötland |       | 58.285293, 13.565842 | 10204600750001 | Ladda upp en bild av detta fornminne |
| Sätuna 77:1                  | Stensättning                |              | Sätuna, Västergötland |       | 58.278747, 13.561439 | 10204600770001 | Ladda upp en bild av detta fornminne |
| Sätuna 77:2                  | Hög                         |              | Sätuna, Västergötland |       | 58.278896, 13.561275 | 10204600770002 | Ladda upp en bild av detta fornminne |
| Sätuna 77:3                  | Röse                        |              | Sätuna, Västergötland |       | 58.279054, 13.561536 | 10204600770003 | Ladda upp en bild av detta fornminne |
| Sätuna 78:1                  | Stensättning                |              | Sätuna, Västergötland |       | 58.278794, 13.567334 | 10204600780001 | Ladda upp en bild av detta fornminne |
| Sätuna 79:1                  | Stensättning                |              | Sätuna, Västergötland |       | 58.274811, 13.579125 | 10204600790001 | Ladda upp en bild av detta fornminne |
| Sätuna 81:1                  | Stensättning                |              | Sätuna, Västergötland |       | 58.272769, 13.566164 | 10204600810001 | Ladda upp en bild av detta fornminne |
| Sätuna 86:1                  | Hällristning                |              | Sätuna, Västergötland |       | 58.264165, 13.568128 | 10204600860001 | Ladda upp en bild av detta fornminne |
| Sätuna 89:2                  | Stensättning                |              | Sätuna, Västergötland |       | 58.269518, 13.568123 | 10204600890002 | Ladda upp en bild av detta fornminne |
| Sätuna 91:1                  | Stensättning                |              | Sätuna, Västergötland |       | 58.265629, 13.558996 | 10204600910001 | Ladda upp en bild av detta fornminne |
| Sätuna 92:1                  | Stensättning                |              | Sätuna, Västergötland |       | 58.266076, 13.557926 | 10204600920001 | Ladda upp en bild av detta fornminne |
| Sätuna 96:1                  | Stensättning                |              | Sätuna, Västergötland |       | 58.288486, 13.579153 | 10204600960001 | Ladda upp en bild av detta fornminne |
| Sätuna 99:1                  | Hällristning                |              | Sätuna, Västergötland |       | 58.273978, 13.572713 | 10204600990001 | Ladda upp en bild av detta fornminne |
| Sätuna 100:1                 | Stensättning                |              | Sätuna, Västergötland |       | 58.270038, 13.572861 | 10204601000001 | Ladda upp en bild av detta fornminne |